# 1991년 연방예금보험공사개선법
1991년 연방예금보험공사개선법(영어: Federal Deposit Insurance Corporation Improvement Act of 1991, FDICIA, Pub.L. 102–242)은 1991년 미국의 법이다. 저축대부조합 위기 동안 통과되었으며, 미국 예금보험공사 (FDIC)의 권한을 강화했다.
이 법안은 FDIC가 재무부로부터 직접 차입할 수 있도록 허용했으며, FDIC가 파산한 은행을 가장 비용이 적게 드는 방법으로 해결하도록 의무화했다. 또한 FDIC가 위험에 따라 보험료를 평가하도록 지시했으며, 새로운 자본 요구사항을 만들었다.

## 즉각적인 시정 조치
제1편 제131(a)조의 즉각적인 시정 조치는 자본 비율이 점진적으로 악화되는 은행에 대해 점진적인 제재를 의무화한다. 가장 낮은 수준에서 심각하게 자본이 부족한 FDIC 규제 기관(즉, 총 자본/자산 비율이 2% 미만인 기관)은 FDIC에 대한 장기 손실을 최소화하기 위해 FDIC가 수탁 관리해야 한다. 이 법의 동기는 은행이 문제가 아직 관리 가능한 수준일 때 해결하도록 유인책을 제공하는 것이다. 스퐁(2000, 90–95쪽)은 세부 사항을 요약했다(http://www.kansascityfed.org/publicat/bankingregulation/RegsBook2000.pdf).
2009년 4월 3일 방영된 빌 모이어스 저널의 인터뷰에서 전 은행 규제 기관 윌리엄 K. 블랙은 연방 관리들이 지급불능 은행을 수탁 관리하도록 요구하는 PCA 법을 무시하고 있다고 주장했다. PCA 법은 FDIC에 의해 보험된 기관에만 적용되므로 AIG와 같은 회사에는 좋든 나쁘든 영향을 미치지 않는다.

## 같이 보기
- 저축 진실법